# دکتر فاستر (مجموعه تلویزیونی)
دکتر فاستر یک مجموعه تلویزیونی درام است که بی‌بی‌سی یک در ۹ سپتامبر ۲۰۱۵ پخش آن را آغاز کرد.
نویسندهٔ این مجموعه تلویزیونی پنج قسمتی مایک بارتلتا است. این مجموعه داستان زنی به نام دکتر جما فاستر است که گمان می‌کند شوهرش به او خیانت می‌کند. پس از آن دکتر فاستر شروع می‌کند به زیرنظر گرفتن و تعقیب شوهرش و در این میان رازهای زیادی برای او آشکار می‌شود.
این مجموعه تلویزیونی با دوبله فارسی از اردیبهشت ماه سال ۹۶ از تلویزیون من‌وتو پخش شد.